# Јонатан Копелев
Јонатан Јосеф Копелев (хебр. יהונתן יוסף קופלב; Хајфа, 1. октобар 1991) израелски је пливач чија ужа специјалност су трке леђним стилом. Вишеструки је национални првак и рекордер, учесники великих такмичења и некадашњи европски првак у великим базенима на 50 леђно. Први је израелски пливач који је освојио титулу европског првака. 

## Спортска каријера
Копелев је рођен и одрастао у Хајфи, граду на северу Израела, где је почео да тренира пливање још као седмогодишњи дечак. Први значајнији резултат у каријери постигао је 2009, на националном првенству, где је освојио бронзану медаљу у трци на 50 метара леђним стилом. Нешто касније исте године дебитовао је на међународној сцени пливајући на европском јуниорском првенству у Прагу.   
Дебитантски наступ на међународној сцени у конкуренцији сениора имао је на европском првенству у Будимпешти 2010, где је остварио неколико солидних резултата. Годину дана касније дебитовао је и на светским првенствима, а поред првенства у Шангају 2011, учествовао је и у Барселони 2013, Казању 2015, Будимпешти 2017. и Квнагџуу 2019. године. Најоље резултате на светским првенствима је постизао у дисциплини 50 леђно у којој је успео да се пласира у неколико финала. 
Највећи успех на европским првенствима је постигао у Дебрецину 2012. где је освојио титулу континенталног првака у трци на 50 леђно.